# Mary Mayne
Mary Mayne, född 1826, död 1889, var en australisk affärsidkare. 
Hon emigrerade från Irland till Australien 1842 och gifte sig 1849 med Patrick Mayne (1824–1865), som tjänade en förmögenhet i slakteribranschen, fastighetsaffärer, penningutlåning och markspekulationer, och valdes till det lokala parlamentet i Brisbane. Efter makens död 1865 tog hon över hans affärsverksamhet. Hon var som sådan en ledande figur i affärslivet i Brisbane och en stor markägare. 